# دوري آزادغان 2007–08
دوري آزادغان 2007–08 هو موسم من دوري آزادغان. فاز فيه نادي بيام وحدت خراسان.